# Rezerwat przyrody Nad Jeziorem Myczkowieckim
Rezerwat przyrody Nad Jeziorem Myczkowieckim – rezerwat przyrody położony w miejscowościach Bereżnica Niżna, Myczkowce i Solina, w gminie Solina, w powiecie leskim, w województwie podkarpackim. Leży na zachodnim brzegu Jeziora Myczkowskiego, w obrębie Wschodniobeskidzkiego Obszaru Chronionego Krajobrazu oraz obszaru siedliskowego sieci Natura 2000 „Dorzecze Górnego Sanu” PLH180021. Jest położony na terenie leśnictwa Myczków (Nadleśnictwo Lesko).
numer według rejestru wojewódzkiego – 85
powierzchnia – 164,25 ha (akt powołujący podawał 164,17 ha)
dokument powołujący – Dz. Urz. Woj. Podkarpackiego 03.90.1538
rodzaj rezerwatu – krajobrazowy
przedmiot ochrony (według aktu powołującego) – grzbiet górski Berdo położony nad Jeziorem Myczkowskim i porastające go lasy z licznymi stanowiskami roślin chronionych i rzadkich w runie.
W rezerwacie stwierdzono występowanie około 230 gatunków roślin, spośród których liczną grupę stanowią rośliny górskie oraz chronione i rzadkie. Do najcenniejszych należą: języcznik zwyczajny, kruszczyk szerokolistny i siny, lulecznica kraińska, groszek wschodniokarpacki, naparstnica zwyczajna, obrazki alpejskie, tojad mołdawski, sałatnica leśna, czosnek niedźwiedzi.

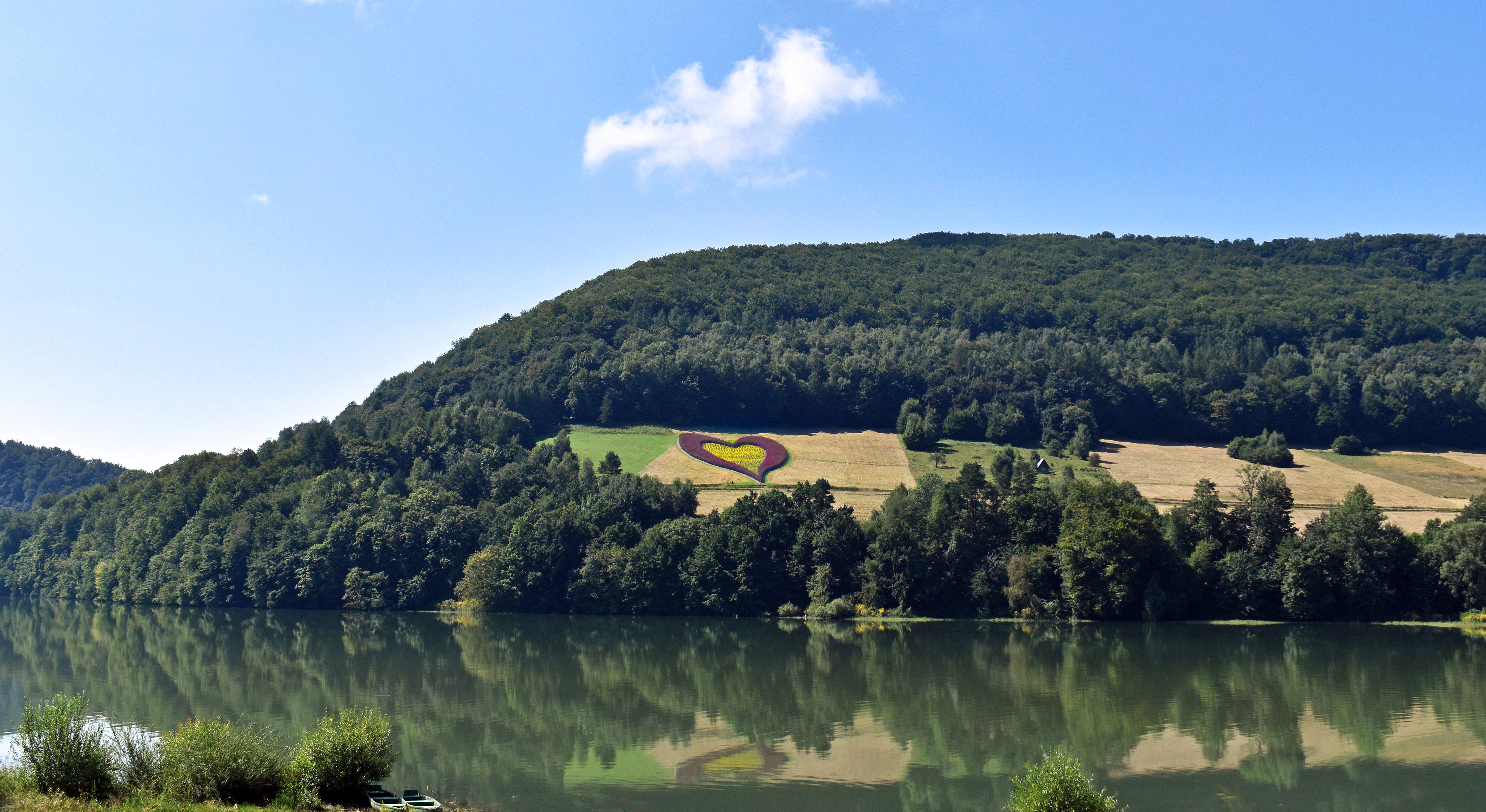
Południowa część rezerwatu. San, po lewej dolina Myczkowskiego Potoku.